# Aeroporto municipale di Jonesboro
L'Aeroporto municipale di Jonesboro (IATA: JBR, ICAO: KJBR) è un aeroporto civile statunitense situato a Jonesboro in Arkansas. Situato a 80 m s.l.m. e servito solo da voli domestici, l'aeroporto dispone di 2 piste in asfalto: la prima con orientamento 5/23 lunga 1.890 metri e la seconda con orientamento 13/31 lunga 1.249 metri.